# Csanád Gémesi
Csanád Gémesi (født 13 november 1986) er en ungarsk fægter.
Han repræsenterede Ungarn ved sommer-OL 2020 i Tokyo, hvor han vandt bronze i holdkonkurrencen for sabel.
Ved sommer-OL 2024 i Paris vandt han sølv i holdkonkurrencen. [ 3 ]